# Dresden (Schiff, 1918)
Die Dresden war ein Kleiner Kreuzer der Cöln-Klasse der Kaiserlichen Marine. Das Schiff lief als Ersatz für die im Pazifik versenkte Dresden von 1907 am 25. April 1917 bei den Howaldtswerken in Kiel vom Stapel und erhielt den Namen des Vorgängers.

## Technik
Das Schiff hatte eine Länge von 155,5 m, eine Breite von 14,2 m, einen Tiefgang von 6,43 m, und eine Wasserverdrängung von 7.486 t. Die Bewaffnung bestand aus acht Geschützen des Kalibers 15 cm, drei Flugabwehrkanonen 8,8 cm sowie vier Torpedorohren mit 60 cm Durchmesser. Der Kreuzer hatte eine Höchstgeschwindigkeit von 27,8 kn.

## Geschichte

### Erster Weltkrieg
Da die Dresden eine lange Erprobungszeit benötigte, kam sie erst im August 1918 zur II. Aufklärungsgruppe. Im gleichen Monat erhielt sie einen Minentreffer. Das Schiff wurde repariert. Als die Matrosenaufstände in Deutschland begannen, lag die Dresden in Eckernförde. Dort wurde sie am 7. November 1918 außer Dienst gestellt.

### Verbleib
Nach dem Ende des Krieges wurde die Dresden mit dem Rest der Hochseeflotte im November 1918 in Scapa Flow interniert. Ihr Ankerplatz befand sich östlich der Insel Cava. Als feststand, dass Deutschland die Schiffe nicht zurückerhalten würde, befahl der deutsche Befehlshaber, Konteradmiral Ludwig von Reuter, am 21. Juni 1919 die Selbstversenkung der Flotte. So wurde auch der Kleine Kreuzer Dresden von seiner Restbesatzung versenkt. Er wurde als eines von sieben Schiffen nicht gehoben und liegt noch heute in 34 Metern Tiefe auf dem Grund von Scapa Flow (Position 58° 52′ 52″ N, 3° 8′ 34″ W).

## Kommandanten
| März bis November 1918      | Korvettenkapitän Prinz Adalbert von Preußen |
| November 1918               | Kapitän zur See Kurt Franck                 |
| 6. bis 16. November 1918    | Korvettenkapitän Albert Gayer               |
| November bis Dezember 1918  | Korvettenkapitän Johann Bernhard Mann       |
| Dezember 1918 bis Juni 1919 | Kapitänleutnant Ludwig Fabricius            |